# Liste der Lord Provosts of Edinburgh

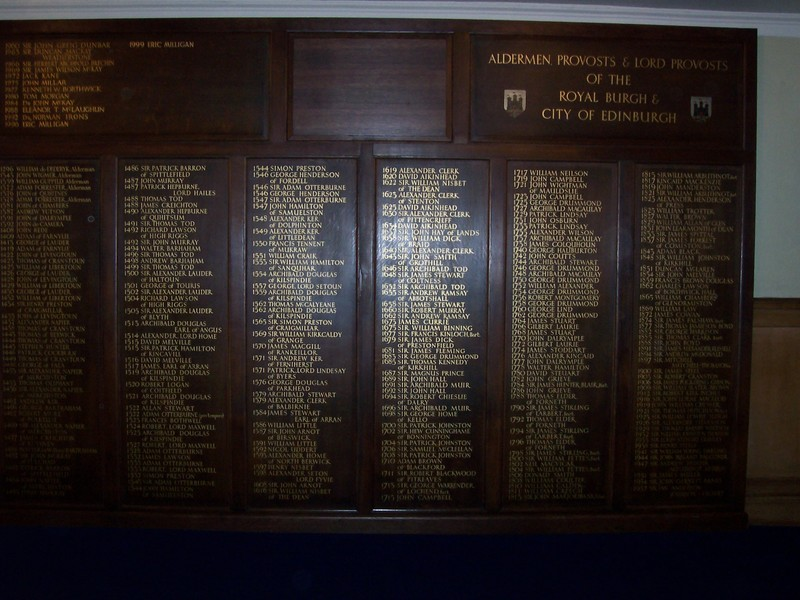
Liste der Lord Provosts in den Edinburgh City Chambers

The Right Honourable The Lord Provost of Edinburgh ist der Vorsitzende der Gemeinde Edinburgh. Er wird von dem Stadtrat gewählt und dient dieser Körperschaft nicht nur vorsitzend, sondern repräsentiert auch die gesamte Stadt. Er ist ex officio der Lord Lieutenant of Edinburgh. Er ist in einigen Hinsichten das Pendant zur Institution des Bürgermeisters. Seit 26. Mai 2022 wird das Amt von Robert Aldridge bekleidet.
Während einige der schottischen Gemeinden einen Provost wählen, gibt es nur in den vier Hauptstädten (Glasgow, Edinburgh, Aberdeen und Dundee) einen Lord Provost. In Edinburgh datiert dieses Amt bis 1667 zurück, als Karl II. den Provost zum Lord Provost beförderte, mit denselben Rechten wie der Lord Mayor of London. Der Titel des Lord Provost ist im Local Government etc. (Scotland) Act 1994 verzeichnet.
Der Lord Provost of Edinburgh ist ex officio Admiral des Firth of Forth, der Provost of Leith ist Admiral des gleichnamigen Hafens.

## Provosts of Edinburgh
Das Jahr der Wahl steht in Klammern.
- (1376) John de Quhitnes
- (1381) John de Chambers
- (1387) Andrew Yutson
- (1391) John de Dalrymple
- (1392) John de Camera
- (1408) John Rede
- (1409) Adam de Farnylie
- (1413) Sir George de Lawedre of Haltoun
- (1419) Adam de Farnylie
- (1422) John de Levingtoun
- (1425) Thomas de Cranstoun
- (1425) William de Libbertoun
- (1434) Sir Henry Preston of Craigmillar
- (1435) John de Levingtoun
- (1437) Alexander Napier of Merchiston
- (1438) Thomas de Cranstoun
- (1445) Steven Hunter
- (1446) Patrick Cockburn
- (1449) Thomas de Cranstoun
- (1451) George de Fala
- (1453) Sir Alexander Napier of Merchiston
- (1455) Thomas Oliphant
- (1456) Sir Alexander Napier of Merchiston
- (1462) Alexander Ker
- (1466) George Bartraham
- (1467) Robert Mure of Polkellie
- (1469) Sir Alexander Napier of Merchiston
- (1477) James Creichton of Ruthven
- (1481) Walter or William Bartraham
- (1482) Sir John Murray of Tulchad
- (1482) Patrick Barron of Spittlefield
- (1484) John Napier of Merchiston
- (1485) Sir Jamie Swanney
- (1486) Sir Patrick Barron of Spittlefield
- (1487) John Murray
- (1487) Patrick Hepburn, 1. Lord of Hailes
- (1488) Thomas Tod
- (1490) Alexander Hepburne of Quhitsum
- (1491) Sir Thomas Tod
- (1492) Richard Lawson of High Riggs
- (1494) Walter Barhaham
- (1496) Sir Thomas Tod
- (1498) Walter Barhaham
- (1499) Sir Thomas Tod
- (1500) Sir Alexander Lauder of Blyth
- (1501) George of Touris
- (1502) Sir Alexander Lauder of Blyth
- (1504) Richard Lawson of High Riggs
- (1505) Sir Alexander Lauder of Blyth (fiel in der Schlacht von Flodden Field)
- (1513) Archibald Douglas, 6. Earl of Angus
- (1514) Alexander Home, 3. Lord Home
- (1515) Sir Patrick Hamilton of Kingavill
- (1516) David Melville
- (1517) James Hamilton, 1. Earl of Arran
- (1519) Archibald Douglas of Kilspindie
- (1520) Robert Logan of Coitfield
- (1521) Archibald Douglas of Kilspindie
- (1522) Allan Stewart
- (1522) Adam Otterburne
- (1523) Francis Bothwell
- (1524) Robert Maxwell, 4. Lord Maxwell
- (1525) Archibald Douglas of Kilspindie
- (1527) Robert Maxwell, 4. Lord Maxwell
- (1528) Adam Otterburne
- (1532) James Lawson
- (1535) Adam Otterburne
- (1535) Robert Maxwell, 4. Lord Maxwell
- (1537) Simon Preston
- (1543) Sir Adam Otterburne
- (1544) James Hamilton of Stenhouse[2]
- (1544) Simon Preston
- (1546) George Henderson of Fordell
- (1546) Sir Adam Otterburne
- (1546) George Henderson
- (1547) Sir Adam Otterburne
- (1547) James Hamilton of Stenhouse
- (1548) Alexander Ker of Dolphinton
- (1549) Alexander Ker of Littledean
- (1550) Francis Tennent of Mukraw
- (1551) William Craik
- (1555) Sir William Hamilton of Sanquhar
- (1554) Archibald Douglas of Kilspindie (II)
- (1557) George Seton, 7. Lord Seton
- (1559) Archibald Douglas of Kilspindie
- (1562) Thomas McCalyeane
- (1562) Archibald Douglas of Kilspindie (II)
- (1565) Sir Simon Preston of Craigmillar
- (1569) Sir William Kirkcaldy of Grange
- (1570) James MacGill of Nether Rankeillour
- (1571) Sir Andrew Ker of Ferniherst
- (1571) Patrick Lord Lindesay of Byers
- (1576) George Douglas of Parkhead
- (1579) Archibald Stewart
- (1579) Alexander Clerk of Balbirnie
- (1584) James Stewart, Earl of Arran
- (1586) William Little
- (1587) Sir John Arnot of Birswick
- (1591) William Little
- (1592) Nicol Uddert
- (1593) Alexander Home of North Berwick
- (1597) Henry Nisbet
- (1598) Alexander Seton, Lord Fyvie
- (1608) Sir John Arnot
- (1616) Sir William Nisbet of Dean
- (1619) Alexander Clerk
- (1620) David Aikinhead
- (1622) Sir William Nisbet of Dean
- (1623) Alexander Clerk of Stenton
- (1625) David Aikinhead
- (1630) Sir Alexander Clerk of Pittencrief
- (1634) Adam Hogg
- (1637) Sir John Hay of Lands
- (1638) Sir William Dick of Braid
- (1640) Sir Alexander Clerk
- (1643) Sir John Smith of Grothill
- (1646) Sir Archibald Tod
- (1648) Sir James Steuart, of Coltness
- (1652) Sir Archibald Tod
- (1654) Sir Andrew Ramsay, Lord Abbotshall
- (1658) Sir James Steuart, of Coltness
- (1660) Sir Robert Murray of Cameron
- (1662) Sir Andrew Ramsay, Lord Abbotshall, wurde 1667 der erste Lord Provost

## Lord Provosts of Edinburgh
- (1667) Sir Andrew Ramsay, Lord Abbotshall
- (1673) James Currie
- (1675) Sir William Binning
- (1677) Sir Francis Kinloch, Bt.
- (1679) Sir James Dick of Prestonfield
- (1681) Sir James Flemming
- (1683) Sir George Drummond
- (1685) Sir Thomas Kennedy of Kirkhill
- (1687) Sir Magnus Prince
- (1689) Sir John Hall of Dunglass, 1. Bt.
- (1691) Sir Archibald Muir
- (1692) Sir John Hall of Dunglass, 1. Bt.
- (1694) Sir Robert Chieslie of Dalry
- (1696) Sir Archibald Muir
- (1698) Sir George Home of Kello
- (1700) Sir Patrick Johnston
- (1702) Sir Hew Cunninghame of Bonnington
- (1704) Sir Patrick Johnston
- (1706) Sir Samuel McClellan
- (1708) Sir Patrick Johnston
- (1710) Adam Brown of Blackford
- (1711) Sir Robert Blackwood of Pitreavie
- 1713–1714 George Warrender, of Lochend
- (1715) John Campbell
- (1717) William Neilson
- (1719) John Campbell
- (1721) John Wightman of Mauldslie
- (1723) John Campbell
- (1725) George Drummond
- (1727) Archibald Macauley
- (1729) Patrick Lindsay
- (1731) John Osburn
- (1733) Patrick Lindsay
- (1735) Alexander Wilson
- (1737) Archibald Macauley
- (1738) James Colquhoun
- (1740) George Haliburton
- (1742) John Coutts
- (1744) Archibald Stewart
- (1746) George Drummond
- (1748) Archibald Macauley
- (1750) George Drummond
- 1752 William Alexander
- 1754 George Drummond
- 1756 Robert Montgomery
- 1758 George Drummond
- 1760 George Lind
- 1762 George Drummond
- 1764 James Stuart
- 1766 Gilbert Laurie
- 1768 Sir James Steuart
- 1770 John Dalrymple
- 1772 Gilbert Laurie
- 1774 James Stoddart
- 1776 Alexander Kincaid
- 1777 John Dalrymple
- 1778 Walter Hamilton
- 1780 David Steuart
- 1782 Robert Grieve
- 1784 Sir James Hunter Blair, 1. Baronet
- 1788 Thomas Elder of Forneth
- 1790 Sir James Stirling of Larbert Bt
- 1794 Sir James Stirling of Larbert Bt
- 1798 Sir James Stirling of Larbert Bt
- 1800 Sir William Fettes, Bt.
- 1802 Neil Macvicar
- 1804 Sir William Fettes, Bt.
- 1808 Donald Smith
- 1808 William Coulter
- 1810 William Calder
- 1811 William Creech
- 1814 Sir John Marjoribanks, Bt
- 1815 Sir William Arbuthnot, 1. Baronet
- 1817 Kincaid McKenzie
- 1819 John Manderston
- 1821 Sir William Arbuthnot, 1. Baronet
- 1823 Alexander Henderson of Press
- 1825 William Trotter
- 1827 Walter Brown
- 1829 William Allan of Glen
- 1831 John Learmonth of Dean
- 1833 Sir James Spittal
- 1837 Sir James Forrest of Comiston, Bt.
- 1843 Adam Black
- 1848 Sir William Johnston of Kirkhill
- 1851 Duncan McLaren  (Liberal)
- 1854 Sir John Melville
- 1859 Francis Brown Douglas
- 1862 Charles Lawson of Borthwick Hall
- 1865 William Chambers of Glenormiston
- 1869 William Law
- 1872 James Cowan
- 1874 Sir James Falshaw
- 1877 Sir Thomas Jamieson Boyd
- 1882 Sir George Harrison
- 1885 Sir Thomas Clark, Bt.
- 1888 Sir John Boyd
- 1891 Sir James Alexander Russell
- 1894 Sir Andrew McDonald
- 1897 Sir Mitchell Mitchell Thomson
- 1900 Sir James Steel
- 1903 Sir Robert Cranston
- 1906 Sir James Flickering Gibson
- 1909 Sir William Slater Brown
- 1912 Sir Robert Kirk Inches
- 1916 Sir John Lorne MacLeod
- 1919 John William Chesser
- 1921 Sir Thomas Hutchison, Bt.
- 1923 Sir William Lowrie Sleigh
- 1926 Sir Alexander Stevenson
- 1929 Sir Thomas B. Whitson
- 1932 Sir William Johnston
- 1935 Sir Louis Stewart Gumley
- 1938 Sir Henry Steel
- 1941 Sir William Young Darling
- 1944 Sir John Ireland Falconer
- 1947 Sir Andrew Hunter Arbuthnot Murray  (Liberal)
- 1951 Sir James Miller
- 1954 John Garnett Banks
- 1957 Sir Ian Anderson Johnston-Gilbert
- 1960 Sir John Greig Dunber
- 1963 Sir Duncan Mackay, Weatherstone
- 1966 Sir Herbert Archbold Brechin
- 1969 Sir James Wilson McKay
- 1972 Jack Kane (Labour)
- 1975 John Miller
- 1977 Kenneth W Borthwick
- 1980 Thomas Morgan
- 1984 John McKay  (Labour)
- 1988 Eleanor T McLaughlin  (Labour)
- 1992 Dr Norman Irons  (Scottish National Party)
- 1996 Eric Milligan  (Labour)[3]
- 2003 Lesley Hinds  (Labour)
- 2007 George Grubb  (Liberal Democrats)[4]
- 2012 Donald Wilson (Labour)[5]
- 2017 Frank Ross (SNP)[6]
- 2022 Robert Aldridge (Liberal Democrats)[7]